# Reserva Biológica Cerro Plateado
Die Reserva Biológica Cerro Plateado befindet sich im äußersten Südosten von Ecuador. Das 307,61 km² große Schutzgebiet wurde am 31. August 2010 eingerichtet. Es bildet zusammen mit dem Nationalpark Podocarpus und dem Schutzgebiet Reserva Biológica El Cóndor ein UNESCO-Biosphärenreservat.

## Lage
Die Reserva Biológica Cerro Plateado liegt im Süden des Kantons Nangaritza in der Provinz Zamora Chinchipe. Das Schutzgebiet befindet sich an der peruanischen Grenze. Das Gebiet liegt in Höhen zwischen 840 m und 3120 m und erstreckt sich über einen Teil der Cordillera del Cóndor. Das Gebiet befindet sich im Quellgebiet des Río Nangaritza.

## Ökologie
Die Fauna in dem Gebiet ist typisch für Amazonien mit Klammeraffen, dem Jaguar, dem Flachlandtapir und dem Puma. In den höheren Lagen leben u. a. der Brillenbär und Nachtaffen.

## Infrastruktur
Das abgelegene und schwer zugängliche Schutzgebiet besitzt keine Infrastruktur für Besucher. Besuche wissenschaftlicher oder touristischer Art müssen beim Umweltministerium beantragt werden.